# 比佛利嬌妻
《比佛利嬌妻》（英語：The Real Housewives of Beverly Hills）是一個美國真人實境秀系列節目，最早於2010年10月14日在美國精彩電視台開播，目前共有十四季。本作是嬌妻系列的第六個實境秀節目，以居住在比佛利山的其中幾名婦女的家庭與個人生活為節目主題。
本節目在美國精彩電視台上定期播出，每集長度約在四十二分鐘上下，且自開播以來經常調動播映時段，曾在星期一、星期二或星期四晚上的20:00、21:00或22:00播出。
本節目最新一季由凱爾·理查茲、艾莉卡·吉拉迪、多莉·甘斯利、嘉絲莉·畢薇斯、薩頓·斯特拉克、博佐瑪·聖約翰等人擔綱主演。曾參與前幾季主演的則還有泰勒·阿姆斯壯、卡蜜兒·格拉瑪、艾德麗安·馬路夫、金·理查兹、麗莎·凡德龐、布蘭迪·格蘭維爾、約蘭達·哈蒂德、卡爾頓·傑比亞、喬伊絲·吉羅、艾琳·戴維森、麗莎·里納、凱薩琳·愛德華茲（Kathryn Edwards）、泰迪·麥倫坎普·艾瑞阿瓦、丹妮絲·理查茲、孔令華、黛安娜·詹金斯和安瑪莉·威利（Annemarie Wiley）等人。
本劇另有衍生實境秀《凡德龐店規》，該節目將本劇要角麗莎·凡德龐所經營的餐廳設為節目主題。

## 節目大綱與演員名單

### 第一季－第四季
作為嬌妻系列的第六個實境秀節目，《比佛利嬌妻》的製作企劃於2010年3月發表。第一季於2010年10月14日首播，由泰勒·阿姆斯壯、卡蜜兒·格拉瑪、艾德麗安·馬路夫、凱爾·理查茲、金·理查兹和麗莎·凡德龐主演。本季贏得了2011年評論家選擇電影獎「最佳實境節目」獎項。
第二季於2011年9月5日首播。在這一季的節目中，布蘭迪·格蘭維爾與達娜·威爾基（Dana Wilkey）作為嬌妻們的「友人」角色登場。在本季節目播出之前，泰勒·阿姆斯壯的丈夫於2011年8月15日自殺，在那之後劇組將第二季的節目重新剪輯了一遍。卡蜜兒·格拉瑪在本季結束後離開主演名單。
第三季於2012年11月5日首播。布蘭迪·格蘭維爾躍升為主要角色，而模特兒約蘭達·福斯特也加入了劇組。此外，菲依·雷斯尼克和瑪麗莎·柴奈克（Marisa Zanuck）作為友人角色登場，原先是主演之一的卡蜜兒·格拉瑪也作為友人角色重新登場。泰勒·阿姆斯壯和艾德麗安·馬路夫在本季結束後離開主演名單。
第四季於2013年11月4日首播。卡爾頓·傑比亞與波多黎各環球小姐喬伊絲·吉羅加入主演陣容。兩人只在這一季登場，在之後的季數中並未回歸。

### 第五季－第八季
第五季於2014年11月18日首播。女演員艾琳·戴維森與麗莎·里納加入主演陣容。阿姆斯壯、格拉瑪和馬路夫作為客串角色重新登場。金·理查茲與布蘭迪·格蘭維爾在本季結束後離開主演名單。
第六季於2015年12月1日首播。凱薩琳·愛德華茲與歌手艾莉卡·吉拉迪加入主演陣容，其中愛德華茲只在本季登場，在之後的季數中並未回歸。同系列節目《紐約嬌妻》的主要演員貝瑟妮·弗蘭克爾在本季中客串登場。約蘭達·哈蒂德在本季結束後離開主演名單。
第七季於2016年12月6日首播。多莉·甘斯利加入主演陣容。髮型師維達·沙宣之女伊甸·沙宣（Eden Sassoon）作為友人角色登場，格拉瑪與金·理查茲也再度回歸客串演出。艾琳·戴維森在本季結束後離開主演名單。
第八季於2017年12月19日首播。泰迪·麥倫坎普·艾瑞阿瓦加入主演陣容。格拉瑪作為友人角色回歸，馬路夫、戴維森與雷斯尼克則是本季的客串角色。《紐約嬌妻》的貝瑟妮·弗蘭克爾也在本季再度客串登場。

### 第九季－第十二季
第九季於2019年2月12日首播。女演員丹妮絲·理查茲加入主演陣容。金·理查茲、格蘭維爾與雷斯尼克再度作為客串角色登場。從第一季開始擔綱主演的老班底麗莎·凡德龐在本季結束後正式退出。
第十季於2020年4月15日首播。模特兒嘉絲莉·畢薇斯加入主演陣容。薩頓·斯特拉克作為友人角色登場。格拉瑪、馬路夫、金·理查茲、格蘭維爾、戴維森與雷斯尼克在本季以客串角色的身分重新回歸。泰迪·麥倫坎普·艾瑞阿瓦與丹妮絲·理查茲在本季結束後離開主演名單。
第十一季於2021年5月19日首播。導演羅伯·明可夫的華裔妻子孔令華加入主演陣容，薩頓·斯特拉克也從友人角色升格為主演之一。在前幾季多次客串登場的凱西·希爾頓在本季首次作為友人角色登場。
第十二季於2022年5月11日首播。慈善家黛安娜·詹金斯加入主演陣容，其餘的主演陣容則維持原樣。演員威爾·史密斯的前妻雪莉·贊皮諾（Sheree Zampino）作為友人角色登場詹金斯僅出場這一季便宣布退出主演名單，與她一同在此季離開的還有老面孔麗莎·里納。

### 第十三季－至今
第十三季於2023年10月25日首播。護理師安瑪莉·威利加入主演陣容，她因身為凱爾·理查茲的鄰居而與節目組牽上線。曾經的主演陣容金·理查兹、格拉瑪、艾瑞阿瓦和丹妮絲·理查茲在本季以客串形式回歸。
威利僅出場這一季便宣布退出主演名單，與她一同在此季離開的還有已經出演三季的孔令華。
第十四季於2024年11月19日首播。Netflix前任行銷長，亦曾在Uber、奮進公司、Apple Music等企業身居要職的非裔女高管博佐瑪·聖約翰加入主演陣容，女演員珍妮佛·提莉亦作為友人角色參與演出。前主演格拉瑪再度以客串形式回歸。已經連續出演五個季度的嘉絲莉·畢薇斯在本季結束後宣布退出主演陣容。

### 演員名單
| 演員                         | 季數 | 季數 | 季數 | 季數 | 季數 | 季數 | 季數 | 季數 | 季數 | 季數 | 季數 | 季數 | 季數 | 季數 |
| 演員                         | 1    | 2    | 3    | 4    | 5    | 6    | 7    | 8    | 9    | 10   | 11   | 12   | 13   | 14   |
| ---------------------------- | ---- | ---- | ---- | ---- | ---- | ---- | ---- | ---- | ---- | ---- | ---- | ---- | ---- | ---- |
| 泰勒·阿姆斯壯                | 主演 | 主演 | 主演 | 客串 | 客串 | 客串 |      |      |      |      |      |      |      |      |
| 卡蜜兒·格拉瑪                | 主演 | 主演 | 友人 |      | 客串 | 客串 | 客串 | 友人 | 友人 | 客串 |      |      | 客串 | 客串 |
| 艾德麗安·馬路夫              | 主演 | 主演 | 主演 |      | 客串 | 客串 |      | 客串 |      | 客串 |      |      |      |      |
| 金·理查兹                    | 主演 | 主演 | 主演 | 主演 | 主演 | 客串 | 客串 |      | 客串 | 客串 |      |      | 客串 |      |
| 凱爾·理查茲                  | 主演 | 主演 | 主演 | 主演 | 主演 | 主演 | 主演 | 主演 | 主演 | 主演 | 主演 | 主演 | 主演 | 主演 |
| 麗莎·凡德龐                  | 主演 | 主演 | 主演 | 主演 | 主演 | 主演 | 主演 | 主演 | 主演 |      |      |      |      |      |
| 布蘭迪·格蘭維爾              |      | 友人 | 主演 | 主演 | 主演 | 客串 |      |      | 客串 | 客串 |      |      |      |      |
| 約蘭達·哈蒂德                |      |      | 主演 | 主演 | 主演 | 主演 |      |      |      |      |      |      |      |      |
| 卡爾頓·傑比亞                |      |      |      | 主演 |      |      |      |      |      |      |      |      |      |      |
| 喬伊絲·吉羅                  |      |      |      | 主演 |      |      |      |      |      |      |      |      |      |      |
| 艾琳·戴維森                  |      |      |      |      | 主演 | 主演 | 主演 | 客串 |      | 客串 |      |      |      |      |
| 麗莎·里納                    |      |      |      | 客串 | 主演 | 主演 | 主演 | 主演 | 主演 | 主演 | 主演 | 主演 |      |      |
| 凱薩琳·愛德華茲              |      |      |      |      |      | 主演 |      |      |      |      |      |      |      |      |
| 艾莉卡·吉拉迪                |      |      |      |      |      | 主演 | 主演 | 主演 | 主演 | 主演 | 主演 | 主演 | 主演 | 主演 |
| 多莉·甘斯利                  |      |      |      |      |      |      | 主演 | 主演 | 主演 | 主演 | 主演 | 主演 | 主演 | 主演 |
| 泰迪·麥倫坎普·艾瑞阿瓦       |      |      |      |      |      |      |      | 主演 | 主演 | 主演 | 客串 | 客串 | 客串 |      |
| 丹妮絲·理查茲                |      |      |      |      | 客串 |      |      |      | 主演 | 主演 |      |      | 客串 |      |
| 嘉絲莉·畢薇斯                |      |      |      |      |      |      |      |      |      | 主演 | 主演 | 主演 | 主演 | 主演 |
| 薩頓·斯特拉克                |      |      |      |      |      |      |      |      |      | 友人 | 主演 | 主演 | 主演 | 主演 |
| 孔令華                       |      |      |      |      |      |      |      |      |      |      | 主演 | 主演 | 主演 |      |
| 黛安娜·詹金斯                |      |      |      |      |      |      |      |      |      |      |      | 主演 |      |      |
| 安瑪莉·威利                  |      |      |      |      |      |      |      |      |      |      |      |      | 主演 |      |
| 博佐瑪·聖約翰                |      |      |      |      |      |      |      |      |      |      |      |      |      | 主演 |
| 嬌妻的友人們（未曾擔任主演） |      |      |      |      |      |      |      |      |      |      |      |      |      |      |
| 達娜·威爾基                  | 客串 | 友人 | 客串 |      |      |      |      |      |      |      |      |      |      |      |
| 菲依·雷斯尼克                | 客串 | 客串 | 友人 |      | 客串 | 客串 |      | 客串 | 客串 | 客串 |      | 客串 | 客串 | 客串 |
| 凱西·希爾頓                  | 客串 |      | 客串 | 客串 | 客串 |      |      |      | 客串 | 客串 | 友人 | 友人 | 客串 | 友人 |
| 瑪麗莎·柴奈克                |      |      | 友人 |      |      |      |      |      |      |      |      |      |      |      |
| 雪莉·贊皮諾                  |      |      |      | 客串 |      |      |      |      |      | 客串 | 客串 | 友人 |      |      |
| 伊甸·沙宣                    |      |      |      |      |      |      | 友人 |      |      |      |      |      |      |      |
| 珍妮佛·提莉                  |      |      |      |      |      |      |      |      |      | 客串 |      | 客串 | 客串 | 友人 |

## 集數
| 季數 | 集数 | 集数 | 首播日期       | 首播日期       |
| 季數 | 集数 | 集数 | 首映           | 季终           |
| ---- | ---- | ---- | -------------- | -------------- |
| 1    | 17   | 17   | 2010年10月14日 | 2011年2月15日  |
| 2    | 24   | 24   | 2011年9月5日   | 2012年2月16日  |
| 3    | 22   | 22   | 2012年11月5日  | 2013年4月8日   |
| 4    | 23   | 23   | 2013年11月4日  | 2014年4月7日   |
| 5    | 23   | 23   | 2014年11月18日 | 2015年4月21日  |
| 6    | 24   | 24   | 2015年12月1日  | 2016年5月10日  |
| 7    | 21   | 21   | 2016年12月6日  | 2017年4月25日  |
| 8    | 22   | 22   | 2017年12月19日 | 2018年5月15日  |
| 9    | 24   | 24   | 2019年2月12日  | 2019年7月30日  |
| 10   | 20   | 20   | 2020年4月15日  | 2020年9月23日  |
| 11   | 24   | 24   | 2021年5月19日  | 2021年11月3日  |
| 12   | 24   | 24   | 2022年5月11日  | 2022年10月26日 |
| 13   | 20   | 20   | 2023年10月25日 | 2024年3月13日  |
| 14   | 20   | 20   | 2024年11月19日 | 2025年4月15日  |

## 流行文化
- 女神卡卡2014年的歌曲《男子漢》找來了本節目的主要演員（麗莎·凡德龐（英语：Lisa Vanderpump）等五人）客串拍攝MV[47]。
- 在2014年電影《醉餓遊戲》中，卡蜜兒·格拉瑪（英语：Camille Grammer）、凱爾·理查茲與布蘭迪·格蘭維爾飾演客串的主婦角色[48]。
- 網路迷因「女人吼貓」（Woman Yelling at a Cat）的部分圖片出自本節目第二季第14集，迷因中對著貓咪吼叫的女人為泰勒·阿姆斯壯，一旁嘗試安撫她的女人則是凱爾·理查茲[49]。

## 外部連結
- 官方网站
- 互联网电影数据库（IMDb）上《比佛利嬌妻》的资料（英文）
- 比佛利嬌妻 在电视指南